# Präsidentschaftswahl im Iran 2024
Die Präsidentschaftswahl im Iran 2024 fand am 28. Juni und 5. Juli 2024 statt. Sie wurde durch den Tod von Staatspräsident Ebrahim Raisi bei einem Hubschrauberabsturz am 19. Mai vorzeitig notwendig. Regulär wäre die nächste Wahl im Jahr 2025 vorgesehen gewesen. Weil kein Kandidat die erforderliche absolute Mehrheit im ersten Wahlgang am 28. Juni 2024 erhielt, fand am 5. Juli 2024 eine Stichwahl zwischen den zwei Kandidaten mit den meisten Stimmen, Massud Peseschkian und Said Dschalili, statt, aus der Peseschkian als Wahlsieger hervorging.

## Kandidaten
Es registrierten sich 80 Bewerber. Davon hat der im iranischen Gottesstaat mächtige erzkonservative Wächterrat sechs Personen als Kandidaten zugelassen, ausschließlich Systemtreue, die gegenüber dem obersten Führer loyal sind, vor allem Hardliner. Reformorientierte oder modern eingestellte Personen wurden fast alle ausgeschlossen. Der als „moderater Politiker“ beschriebene Massud Peseschkian, für den sich die beiden iranischen Ex-Präsidenten Hassan Rohani und Mohammad Chatami aussprachen, ist dabei die Ausnahme.
Nicht zugelassen wurden der frühere Parlamentspräsident Ali Laridschani sowie Wahid Haghanian, ein mit Sanktionen der USA belegter früherer Kommandeur der Revolutionsgarde. Der frühere Präsident und islamisch-fundamentalistische Hardliner Mahmud Ahmadineschad durfte wie schon 2017 und 2021 nicht antreten. Der amtierende Übergangspräsident Mohammed Mochber registrierte sich nicht für die Wahl.
Die Wahl wird als ein Ringen um die Macht zwischen religiösen Konservativen (die sich selbst oft als „Technokraten“ und „Ingenieure“ bezeichnen) sowie den Ultrakonservativen und schiitischen Extremisten betrachtet, die jedes Einlenken im Streit um die atomare Bewaffnung des Iran ablehnen. Auch werden eine zunehmende Militarisierung und die in der Geschichte des Iran erstmalige Machtübernahme islamistischer Generäle im Iran (wie Esmail Qaʾani von der Quds-Einheit) befürchtet.
Zugelassene Kandidaten:
- Mohammad Bagher Ghalibaf, Präsident des iranischen Parlaments, früherer General der Revolutionsgarde, von 2005 bis 2017 Oberbürgermeister der Hauptstadt Teheran
- Said Dschalili, ehemaliger Chefunterhändler bei den Atomverhandlungen
- Aliresa Sakani, amtierender Bürgermeister von Teheran
- Amirhussein Ghasisadeh Haschemi, amtierender Vizepräsident des Iran, Vorsitzender der Stiftung für Märtyrer und Veteranen
- Massud Peseschkian, von 2001 bis 2005 Gesundheitsminister unter Präsident Mohammad Chatami.
- Mostafa Pour-Mohammadi, islamischer Gelehrter, früherer Innen- und Justizminister

Aliresa Sakani und Amirhussein Haschemi zogen ihre Kandidatur am Tag vor der Wahl zurück.

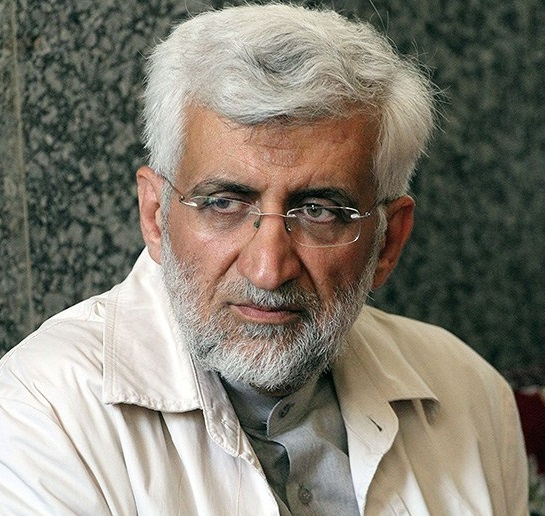
Said Dschalili
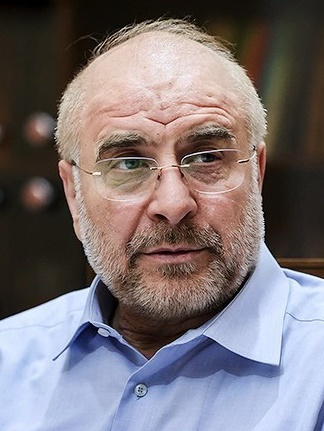
Mohammad Bagher Ghalibaf
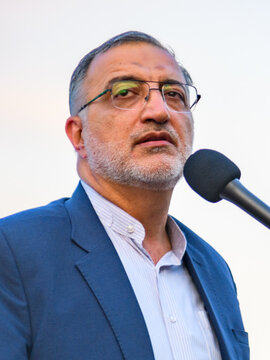
Aliresa Sakani
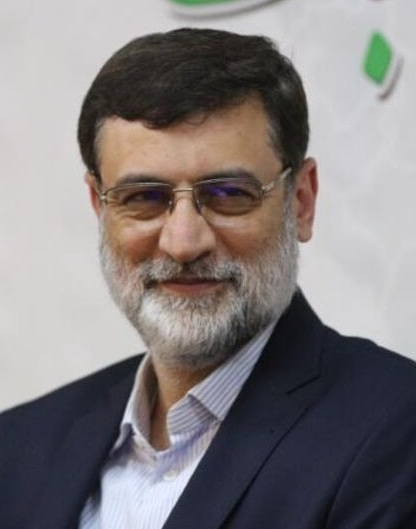
Amirhussein Ghasisadeh Haschemi
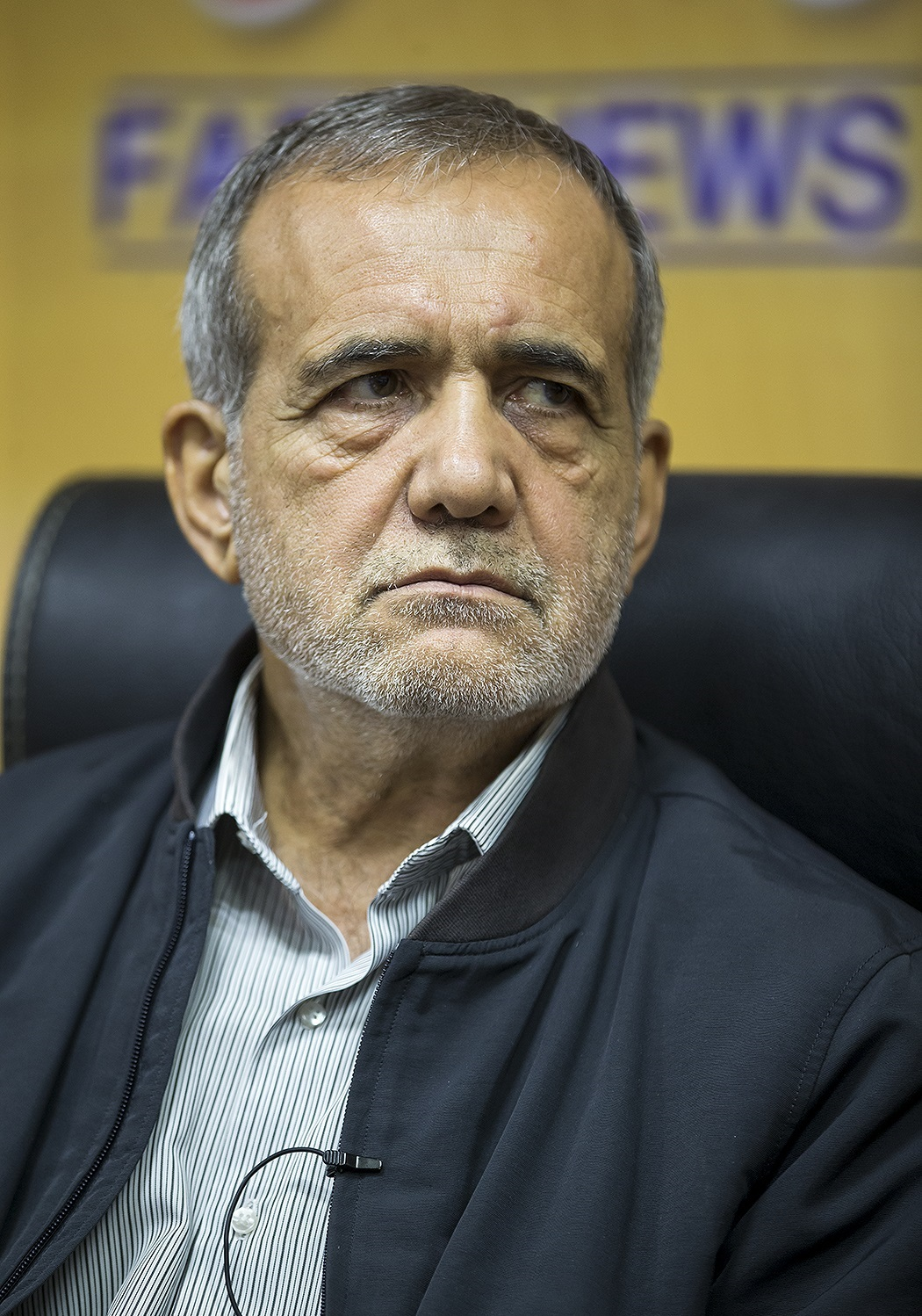
Massud Peseschkian
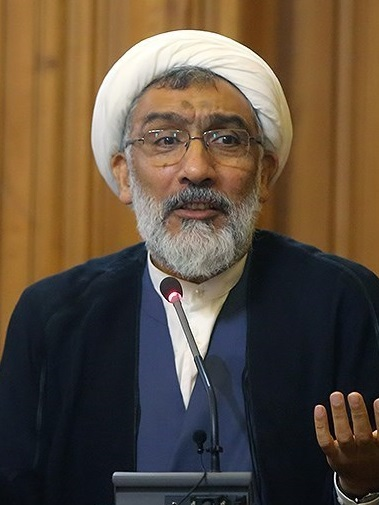
Mostafa Pour-Mohammadi

## Ergebnisse
| Kandidaten                                                   | Parteien                                                                   | 1. Wahlgang | 1. Wahlgang | 2. Wahlgang | 2. Wahlgang |
| Kandidaten                                                   | Parteien                                                                   | Stimmen     | %           | Stimmen     | %           |
| ------------------------------------------------------------ | -------------------------------------------------------------------------- | ----------- | ----------- | ----------- | ----------- |
| Massud Peseschkian                                           | Parteilos                                                                  | 10.415.991  | 44,4        | 16.384.403  | 54,8        |
| Said Dschalili                                               | Parteilos                                                                  | 9.473.298   | 40,3        | 13.538.179  | 45,2        |
| Mohammad Bagher Ghalibaf                                     | Die Bevölkerung des Fortschritts und der Gerechtigkeit im islamischen Iran | 3.383.340   | 14,4        |             |             |
| Mostafa Pour-Mohammadi                                       | Vereinigung der kämpfenden Geistlichkeit                                   | 206.397     | 0,9         |             |             |
| Gesamt                                                       | Gesamt                                                                     | 23.479.026  | 100         | 29.922.582  | 100         |
|                                                              |                                                                            |             |             |             |             |
| Ungültige Stimmen                                            | Ungültige Stimmen                                                          | 1.056.159   | 4,3         | 607.575     | 2,0         |
| Wähler                                                       | Wähler                                                                     | 24.535.185  | 39,9        | 30.530.157  | 49,7        |
| Wahlberechtigte                                              | Wahlberechtigte                                                            | 61.452.321  |             | 61.452.321  |             |
|                                                              |                                                                            |             |             |             |             |
| Quellen: 1. Wahlgang bei iranpress.com, 2. Wahlgang bei ISNA |                                                                            |             |             |             |             |